# بنکل (راسک)
بنکل یا اسلام‌آباد روستایی در دهستان مورتان بخش پارود شهرستان راسک استان سیستان و بلوچستان ایران است.

## جمعیت
بر پایه سرشماری عمومی نفوس و مسکن در سال ۱۳۹۵ جمعیت این روستا ۸۱۸ نفر (۲۰۶خانوار) بوده‌است.